# How to Keep a Mummy
How to Keep a Mummy (ミイラの飼い方?, Miira no kaikata, lett. "Come tenere una mummia") è un manga scritto e disegnato da Kakeru Utsugi, serializzato sul sito web Comico di NHN comico dal 2 novembre 2014. Un adattamento anime, prodotto da 8-Bit, è andato in onda in Giappone dall'11 gennaio al 29 marzo 2018.

## Personaggi

A sinistra: Daichi, Asa, Tazuki e Sora. In basso: Mukumuku, Isao e Conny mentre a destra Mii-kun

Sora Kashiwagi (柏木 空?, Kashiwagi Sora)
Doppiato da: Mutsumi Tamura
Il protagonista della serie. All'inizio della storia, Sora riceve dal padre un sarcofago contenente Mii-kun, una piccola mummia egiziana. Inizialmente preoccupato per via delle brutte esperienze avute con i "regali" del genitore, Sora si rivela un po' titubante nei confronti della piccola mummia, ma nel giro di poco riuscirà a stringere un forte legame con quest'ultima, divenendone un grande amico. È un ottimo cuoco, è bravo nella faccende domestiche e nel cucito e sa come prendersi cura degli altri. Tiene un diario in cui scrive le sue osservazioni su Mii-kun. La sua famiglia ha anche un cane di nome Pochi, che nell'episodio 10 dell'anime verrà rivelato essere un cane speciale, dato che ha cinquant'anni e può vivere fino ad averne centinaia. Sempre nel medesimo episodio, riceverà un altro regalo dal padre, ovverosia una statuetta parlante del dio Anubi, il cui nome è Aayan.
Tazuki Kamiya (神谷 他月?, Kamiya Tazuki)
Doppiato da: Keisuke Kōmoto
Il miglior amico di Sora sin dall'infanzia. All'inizio prova un forte desiderio di scoprire com'è fatto Mii-kun sotto le sue bende, ma si renderà conto di quanto la mummia sia carina a tal punto che non gli verrà più voglia di stuzzicarla, nonostante ciò ogni tanto tornerà la sua vena sadica legata alla sua curiosità, ma non riuscirà mai nel suo intento. Eccelle nello studio e spesso aiuta Sora. Un giorno, mentre si sta recando a scuola incontra un piccolo oni che vuole farsi accudire dal ragazzo, ma Tazuki deciderà per un primo periodo di non occuparsi di lui a causa di un trauma avuto da bambino dove aveva cercato di salvare un piccolo drago da un collezionista. Tazuki finirà per adottare l'oni, che chiamerà Conny, ma non fino all'episodio 9 dell'anime. È un ragazzo molto protettivo e si preoccupa molto per gli amici, sebbene non voglia far capire agli altri quanto tenga a loro.
Asa Motegi (茂木 朝?, Motegi Asa)
Doppiata da: Himika Akaneya
Una compagna di classe di Sora e Tazuki. È una ragazza allegra con una spiccata paura delle lucertole, ma non degli insetti, che non teme a differenza di altre ragazze. Asa è anche molto forte fisicamente, e questo aspetto viene messo in risalto principalmente quando ha paura, come nel caso in cui trova un piccolo drago in casa sua scambiandolo per una lucertola, dove finirà per combinare una gran confusione all'interno della sua abitazione. Sora le fa superare la paura verso i rettili ed infine Asa decide di adottare il drago, dandogli il nome di Isao.
Daichi Tachiaki (立秋 大地?, Tachiaki Daichi)
Doppiato da: Seiichirō Yamashita
È uno studente della stessa scuola di Sora e va nella classe 5-3. Originariamente veniva visto come un delinquente, incline ad esplosioni di violenza ingiustificate; tuttavia, queste si riveleranno essere causa di una serie cronica di incubi assimilata alla mancanza di riposo. Sora decide di aiutare Daichi a scuola e questi si confida con lui, spiegandogli del problema che lo affligge da tempo. Una notte fa la sua comparsa un baku in camera sua, e Daichi credendolo una creatura malvagia chiamerà impaurito Sora al telefono per chiedergli aiuto, ma quando questi arriva lo rassicura che il baku è in realtà un mostro buono e si rivelerà essere la sua ancora di salvezza, dato che si nutrirà dei brutti sogni di Daichi, consentendogli così finalmente di riposare in pace. Quando è riposato, Daichi è un tipo molto gentile, ma un po' timido e nervoso, ma si assume le sue responsabilità di quando era violento e rissoso, chiedendo scusa a tutti i suoi compagni di classe. Dato che il baku decide di rimanere in sua compagnia, Daichi decide di adottarlo, dandogli il nome di Mukumuku.
Kaede Kashiwagi (柏木 カエデ?, Kashiwagi Kaede)
Doppiata da: Ai Kayano
La zia di Sora e la sorella di Mokuren. È un gran lavoratrice e se indossa gli occhiali da vista subisce un drastico cambiamento di personalità che la trasforma da bonaria e goffa ad una persona aggressiva e assertiva. Quando Mii-kun entra nella sua vita, si rivela molto apprensiva e felice della piccola mummia e decide di utilizzare il sarcofago con cui era arrivata per dormire. Svolge svariati mestieri tra cui la modella, la regista, la scrittrice e l'attrice e perciò è incredibilmente famosa, sebbene in pochi la riconoscano con il suo vero aspetto, dato che al lavoro indossa gli occhiali.
Mokuren Kashiwagi (柏木 モクレン?, Kashiwagi Mokuren)
Doppiato da: Takashi Matsuyama
Il padre di Sora, è un avventuriero che manda spesso regali strani da oltreoceano, tra questi vi sono bambole maledette e spaventapasseri dalle manie omicide. Assieme a Mii-kun invia a Sora anche un manuale su come prendersi cura della piccola mummia.
Tsukiyo Kamiya (神谷 月夜?, Kamiya Tsukiyo)
Doppiata da: Masami Nakakoji
La sorellina di Tazuki. È una ragazza schietta e premurosa, va molto d'accordo con il fratello e con Conny, sebbene si lamenti di quest'ultimo quando le ruba i dolci.

## Media

### Manga
Il manga, scritto e disegnato da Kakeru Utsugi, ha iniziato la serializzazione sul sito web Comico di NHN comico il 2 novembre 2014. Il primo volume tankōbon è stato pubblicato da Futabasha il 12 febbraio 2016 e al 12 giugno 2025 ne sono stati messi in vendita in tutto ventuno. La serie è stata resa disponibile in lingua inglese da Crunchyroll.

#### Volumi
| Nº | Data di prima pubblicazione | Data di prima pubblicazione | Data di prima pubblicazione |
| Nº | Giapponese                  | Giapponese                  |                             |
| -- | --------------------------- | --------------------------- | --------------------------- |
| 1  | 12 febbraio 2016            | ISBN 978-4-575-84750-5      |                             |
| 2  | 12 luglio 2016              | ISBN 978-4-575-84822-9      |                             |
| 3  | 11 novembre 2016            | ISBN 978-4-575-84878-6      |                             |
| 4  | 12 maggio 2017              | ISBN 978-4-575-84968-4      |                             |
| 5  | 12 ottobre 2017             | ISBN 978-4-575-85041-3      |                             |
| 6  | 10 febbraio 2018            | ISBN 978-4-575-85114-4      |                             |
| 7  | 9 agosto 2018               | ISBN 978-4-575-85196-0      |                             |
| 8  | 12 dicembre 2018            | ISBN 978-4-575-85251-6      |                             |
| 9  | 12 giugno 2019              | ISBN 978-4-575-85315-5      |                             |
| 10 | 11 ottobre 2019             | ISBN 978-4-575-85358-2      |                             |
| 11 | 12 marzo 2020               | ISBN 978-4-575-85425-1      |                             |
| 12 | 12 novembre 2020            | ISBN 978-4-575-85509-8      |                             |
| 13 | 12 maggio 2021              | ISBN 978-4-575-85576-0      |                             |
| 14 | 9 dicembre 2021             | ISBN 978-4-575-85663-7      |                             |
| 15 | 9 giugno 2022               | ISBN 978-4-575-85723-8      |                             |
| 16 | 12 dicembre 2022            | ISBN 978-4-575-85789-4      |                             |
| 17 | 12 giugno 2023              | ISBN 978-4-575-85853-2      |                             |
| 18 | 12 dicembre 2023            | ISBN 978-4-575-85919-5      |                             |
| 19 | 12 giugno 2024              | ISBN 978-4-575-85977-5      |                             |
| 20 | 12 dicembre 2024            | ISBN 978-4-575-86034-4      |                             |
| 21 | 12 giugno 2025              | ISBN 978-4-575-86103-7      |                             |

### Anime
Annunciato a giugno 2017, un adattamento anime, prodotto da 8-Bit e diretto da Kaori, è andato in onda dall'11 gennaio al 29 marzo 2018. Le sigle di apertura e chiusura sono rispettivamente Fushigi na tabi wa tsuzuku no sa (不思議な旅はつづくのさ?) delle Tsuri Bit e Rosetta Stone (ロゼッタ・ストーン?, Rozetta Sutōn) delle Iketeru Hearts. In tutto il mondo, ad eccezione di Cina, Giappone e Corea, gli episodi sono stati trasmessi in streaming in simulcast, anche coi sottotitoli in lingua italiana, da Crunchyroll.

#### Episodi
| Nº | Titolo italiano Giapponese 「Kanji」 - Rōmaji | In onda          | In onda |
| Nº | Titolo italiano Giapponese 「Kanji」 - Rōmaji | Giapponese       |         |
| 1  | Bianca, tonda, piccola, piagnucolona, ma pronta a fare del suo meglio 「しろくてまるくてちいさくてとても泣きむしだけどがんばる」 - Shirokute marukute chiisakute totemo nakimushi dakedo ganbaru          | 11 gennaio 2018  |         |
| 2  | Trattati come giocattoli e inseguiti, è dura essere piccoli 「いじわるされたりおいかけられたり小さいということはとってもたいへん」 - Ijiwaru saretari oikakeraretari chiisai to iu koto wa tottemo taihen | 18 gennaio 2018  |         |
| 3  | È spaventoso quando una persona a te cara si ammala 「たいせつなひとが風ぜをひいたらとてもしんぱい」 - Taisetsu na hito ga kaze o hiitara totemo shinpai                                                  | 25 gennaio 2018  |         |
| 4  | Non si può giocare ad acchiapparello da soli ed è divertente farlo con gli altri 「おにごっこはひとりではできないしいっしょは楽しい」 - Onigokko wa hitori de wa dekinaishi issho wa tanoshii             | 1º febbraio 2018 |         |
| 5  | Vai via gentilezza, vai via paura 「やさしい気もちこわいのとんでけ」 - Yasashii kimochi kowai no tondeke                                                                                                  | 8 febbraio 2018  |         |
| 6  | Non posso crescere in un colpo solo, quindi crescerò poco per volta 「きゅうにはむりだからちょっとずつ大きくなるよ」 - Kyū ni wa muri dakara chotto zutsu ōkiku naru yo                                   | 15 febbraio 2018 |         |
| 7  | Non ho paura degli incubi perché non sono solo 「こわい夢みてもひとりじゃないからだいじょうぶ」 - Kowai yume mitemo hitori janai kara daijōbu                                                             | 22 febbraio 2018 |         |
| 8  | Posti nuovi, posti strani, amici strani 「あたらしいとこふしぎなとこふしぎな友だち」 - Atarashii toko fushigi na toko fushigi na tomodachi                                                                | 1º marzo 2018    |         |
| 9  | Mani gentili, mani calde 「やさしい手あたたかい手」 - Yasashii te atatakai te | 8 marzo 2018     |         |
| 10 | Una sorpresa divertente che viene da lontano 「とおくからきた楽しいびっくり」 - Tōku kara kita tanoshii bikkuri                                                                                           | 15 marzo 2018    |         |
| 11 | Voglio stare per sempre insieme a te 「ずっとずっといっしょにいたいと思ってるから」 - Zutto zutto issho ni itai to omotteru kara                                                                          | 22 marzo 2018    |         |
| 12 | Insieme per sempre 「いつも いっしょ」 - Itsumo issho | 29 marzo 2018    |         |